# Помарское сельское поселение
Помарское сельское поселение — муниципальное образование (сельское поселение) в составе Волжского района Марий Эл Российской Федерации. Административный центр поселения — село Помары.

## История
Статус и границы сельского поселения установлены Законом Республики Марий Эл от 18 июня 2004 года № 15-З «О статусе, границах и составе муниципальных районов, городских округов в Республике Марий Эл».

## Численность населения поселения
| 2002  | 2010  | 2011  | 2012  | 2013  | 2014  | 2015  |
| ----- | ----- | ----- | ----- | ----- | ----- | ----- |
| 4110  | ↗4129 | ↘4119 | ↘4093 | ↘3985 | ↘3892 | ↗3893 |
| 2016  | 2017  | 2018  | 2019  | 2020  | 2021  | 2023  |
| ↗3899 | ↗3901 | ↘3896 | ↘3854 | ↘3811 | ↗4042 | ↘3987 |

## Состав поселения
В состав сельского поселения входят 1 село, 1 хутор и 5 деревень:
| № | Населённый пункт | Тип населённого пункта | Население |
| - | ---------------- | ---------------------- | --------- |
| 1 | Помары           | село                   | ↗2014     |
| 2 | Березники        | деревня                | ↘435      |
| 3 | Малые Параты     | деревня                | ↗346      |
| 4 | Передовик        | деревня                | ↘63       |
| 5 | Унур             | хутор                  | ↘1        |
| 6 | Часовенная       | деревня                | ↘1125     |
| 7 | Шеренгуб         | деревня                | ↗145      |